# 2036: 넥서스 던
《2036: 넥서스 던》(영어: 2036: Nexus Dawn) (중화인민공화국과 타이완의 2036: 클론 에라, 2036: 차인 던, 또는 2036: 카피 오브 더 타임스, 블레이드 러너 2036으로 알려짐)은 2017년 미국의 네오 느와르 SF 단편 영화로, 장편 영화 <블레이드 러너 2049>의 예고편 역할을 한다.이 영화는 블레이드 러너 블랙 아웃 2022 및 2048: 노웨어 투 런과 함께 3개의 그러한 예선 중 하나다. 단편 영화는 장편 영화가 개봉되기 약 5주 전인 2017년 8월 30일에 발표되었으며 베네딕트 웡과 함께 블레이드 러너 2049 캐릭터 니안더 월레스 역을 맡은 자레드 레토가 등장한다. 이 영화는 햄프턴 팬쳐와 마이클 그린이 쓴 것으로, 장편 영화를 썼으며 루크 스콧의 감독인 리들리 스콧은 원래 블레이드 러너를 지휘했으며 후속작인 블레이드 러너 2049의 수석 프로듀서다.
이 영화는 블레이드 러너 2049 사건 13년 전인 2036년 로스앤젤레스에서 열리며 월레스의 "집정관들"과의 회동과 새로운 복제업자 라인이 생산에 들어갈 수 있도록 하는 그의 시도에 대해 이야기한다.

## 플롯
니안더 월레스는 새로운 세대의 복제물을 생산하고자하는 열망에 대한 심리에 호소한다. 월레스는 자신이 하고 있는 일은 불법이며 논쟁의 여지가 없다고 경고한다. 월레스는 지구의 생태계가 붕괴되고 있으며 인류를 유지할 수 있는 유일한 방법은 복제물이 제공하는 값싼 노동력이라고 지적한다. 그는 또한 새로운 복제물이 인간에게는 위험하지 않다고 주장하지만 집정관들은 확신하지 못하고 있다. 이를 증명하기 위해 그는 새로 개발한 NEXUS-9 복제자 조수에게 의도적으로 자해를 입히고 월레스의 삶과 자신의 삶 사이에서 결정할 것을 명령한다. 복제업자는 자신의 목을 자르고 집정관들에게 충격을 준다. 월레스는 새로운 복제물의 생산을 기꺼이 허가할 것인지 다시 한번 질문한다.

### 중화인민공화국 프롤로그
영화의 중국어 버전은 영화가 시작되기 전에 텍스트의 벽으로 구성된 프롤로그를 특징으로 한다. 원본은 레플리칸트 생산이 타이렐 코퍼레이션의 파산으로 이끌어내는 2022년에 "정전" 후에 금지되었다는 것을 설명한다; 또한 이 텍스트는 지구의 생태계가 2020년 중반 이후 붕괴될 위기에 처해 있다고 설명한다. 월레스 코퍼레이션의 장님 CEO인 니안더 월레스는 타이렐 코퍼레이션을 인수했다고 설명되어 지구 환경을 재건하는데 도움이 되는 노예 군대 역할을 하는 차세대 복제본을 개발하기 시작했다. 이 프롤로그는 블레이드 러너 단편 영화인 2048: 노웨어 투 런에서 나타난다.

## 캐스팅
- 자레드 레토 - 니안더 월레스 역, 복제 제조업자
- 베네딕트 웡 - 입법자 역
- 네드 데네히 - 입법자 2 역
- 아데 사파라 - 입법자 3 역
- 아니아 마르슨 - 입법자 4 역
- 셋 오스트란 - Nexus-9 레플리컨트 역

## 출시
2017년 8월 29일, 데니스 빌뇌브가 블레이드 러너와 블레이드 러너 2049의 사건 사이에서 발생한 사건을 탐구하는 단편영화 감독을 위해 3명의 영화 제작자를 선출했다고 발표되었다. 2036: 넥서스 던은 루크 스콧 감독이 맡았다. 그가 레플리컨트에 대한 금지를 해제하려는 시도에서 집정관에게 새로운 Nexus-9 레플리컨트를 선물로 니안더 월레스를 따른다. 단편 영화는 또한 집정관 중 한 명으로 베네딕트 웡을 지지한다.

## 반응
2036: 넥서스 던은 리들리 스콧의 아들을 인정한 것에 대해 감사함을 느꼈다.

## 같이 보기
- 인공지능